# Оборона Рижского залива
Оборона Рижского залива (в исторической литературе также известна под наименованиями Ирбенская операция, Моонзундская операция 1915 года, Бои в Рижском заливе) — боевые действия русских Морских сил Рижского залива 26 июля (8 августа) — 8 (21) августа 1915 года во время Первой мировой войны по отражению попыток прорыва германского флота в Рижский залив и минирования пролива Моонзунд.

## Предшествующие события
Географическое положение Рижского залива давало большие преимущества господствующей в нём стороне в борьбе на Балтийском море. С начала первой мировой войны этим преимуществом владел российский Балтийский флот, а руководители флота Германии разрабатывали планы вытеснить российской флот из залива.
Командование Балтийского флота России весной и летом 1915 года предприняло действия по обороне Рижского залива, позволившие сорвать попытки германского флота форсировать Ирбенский пролив 21-23 мая (3-5 июня) 1915 года. Тогда огонь русских кораблей охранения, атаки подводных лодок и аэропланов вынудили немцев отказаться от попыток протралить пролив, при этом авиатранспорт «Глиндур» получил тяжелые повреждения при подрыве на мине, а английская подводная лодка «Е-9» потопила торпедами пароход-угольщик «Дора Хуго Стиннес 12» и повредила эсминец «S-148» (она атаковала и бронепалубный крейсер «Тетис», но промахнулась). На входе в залив были выставлены сильные минные заграждения, усиленные береговой артиллерией и береговыми дозорами. В Рижском заливе русский флот получил свободу действий.
Борьба за Рижский залив обострилась, когда в ходе Великого отступления 1915 года германская армия оттеснила русские войска на подступы к Риге и фланг 8-й германской армии оказался на побережье залива. Русские корабли сразу же начали непрерывно угрожать прибрежному флангу германских сухопутных войск, обстреливая их; рассматривалась высадка флотом десанта в немецком тылу. Одновременно спешно усиливалась береговая артиллерия на побережье Ирбенского пролива и началось строительство противодесантной обороны на Моонзундских островах; ранее созданные минные заграждения в Ирбенском проливе были значительно усилены и обновлены (насчитывали до 2500 мин).
Для обороны залива командование Балтийского флота сформировало временное объединение — Морские силы Рижского залива (начальник капитан 1 ранга П. Л. Трухачев). Основу её составила Минная дивизия Балтийского флота (16 эсминцев и 20 миноносцев), также включены 4 канонерские лодки («Грозящий», «Храбрый», «Сивуч», «Кореец»), минный заградитель «Амур», дивизион подводных лодок (от 4 до 6 единиц). Начальнику Морских сил Рижского залива перешла в оперативное подчинение 2-я станция гидроавиации флота, переброшенная на остров Эзель (12 самолётов, для их базирования был построен новый аэродром) и базирующийся на гидроавиатранспорт «Орлица» отряд гидросамолётов (4 единицы) под общим командованием капитана 2-го ранга Б. П. Дудорова.. Несколько позже для укрепления обороны Рижского залива в подчинение начальника Морских сил Рижского залива был передан устаревший эскадренный броненосец «Слава» (командир капитан 1-го ранга С. С. Вяземский), прибывший в залив 17 (30) июля 1915 года.
Морские силы Рижского залива Балтийского флота имели задачу отразить любые попытки прорыва германского флота в Рижский залив; решать эту задачу предполагалось в форме боя на минной позиции в Ирбенском проливе, обороняемой всеми корабельными силами и авиацией с острова Эзель.

## Немецкий план прорыва в Рижский залив
В связи с выявившейся угрозой прибрежному флангу германского фронта со стороны русского флота, начальник германских морских сил на Балтийском море гросс-адмирал принц Генрих Прусский в июне 1915 года сформулировал цель предстоящей операции: содействие наступающим сухопутным войскам в форме недопущения атак и обстрелов русскими морскими силами фланга армии на побережье Рижского залива. Средством реализации этой цели он видел только завоевание и удержание господства германского флота в заливе, для чего было необходимо форсировать русские минные заграждения в Ирбенском проливе, прорваться крупными силами флота в Рижский залив, уничтожить все имеющиеся там силы русского флота и заградить минами южный и северный выходы из Рижского залива в Финский залив.
Однако к началу июля ввиду сомнений армейского командования в скором овладении Ригой, замысел операции сократился до набега в Рижский залив с целью глубокой разведки и заграждения выхода из Моонзунда. Через несколько дней начавшиеся обстрелы немецких позиций русскими кораблями вновь изменили замысел операции до обеспечения постоянного нахождения немецких кораблей в заливе и непрерывного прикрытия ими прибрежного фланга. Но фактический отказ от скорого наступления на Ригу вновь превратили замысел операции в корабельный рейд по заливу с уничтожением там русских кораблей без взаимодействия с армией. Принц Генрих Прусский считал операцию в такой форме ненужной, а статс-секретарь имперского морского управления гросс-адмирал Альфред фон Тирпиц вообще назвал её «бессмысленным прыжком в пустоту».
Исследователь А. Больных обращает внимание и на такой аспект операции, как стремление руководства Кайзерлихмарине не дать своему флоту «застояться» в базах, поддержать его боевой дух легкой победой над русским флотом.
Для проведения операции командование Кайзерлихмарине перебазировало из Северного моря на Балтику значительные силы Флота открытого моря, создав тем самым группировку кораблей, почти втрое превосходившую весь Балтийский флот России. Непосредственное проведение операции было поручено командиру 4-й эскадры Флота открытого моря вице-адмиралу Эрхарду Шмидту, назначенному «командующим соединёнными силами».

## Оперативное построение Кайзерлихмарине для проведения операции
В состав «соединённых сил» входили:
1. «силы прорыва» (семь линкоров-додредноутов[12], два броненосных крейсера[13] и четыре малых крейсера[14], 2 эсминца, 8-я и 10-я флотилии миноносцев (всего 22 вымпела), 3 дивизиона тральщиков (35 вымпелов), минный заградитель «Дойчланд» и три парохода-брандера; вице-адмирал Э. Шмидт), которым предстояло прорваться в Рижский залив Ирбенским проливом, уничтожить находящиеся в заливе русские корабли, заградить минами южный выход из пролива Моонзунд, заблокировать брандерами гавань Пернова[15] и произвести демонстративный обстрел Усть-Двинска[4];
2. «силы оперативного прикрытия» (восемь линкоров-дредноутов[16], три линейных[17] и пять малых[18] крейсеров, 32 миноносца, 13 тральщиков и три прорывателя заграждений; вице-адмирал Франц фон Хиппер), которые должны были нанести артиллерийский удар по пункту базирования русских в Утэ, а случае выхода основных сил Балтийского флота из Финского залива — нанести им поражение[4];
3. Авиация — гидроавиация и цеппелины — дирижабли жёсткой системы.[19]

На операцию отводилось двое суток, общее командование возлагалось на вице-адмирала Э. Шмидта. На эсминцах и тральщиках для отличия от сходных по типу русских эсминцев кормовые дымовые трубы были окрашены в жёлтый цвет.

## Ход операции

### Первая фаза операции
22 июля (4 августа) германский флот начал оперативное развертывание.
26 июля (8 августа) около 4.00 тральщики начали траление минных банок в минных заграждениях Ирбенского пролива. Непосредственно группу траления поддерживал легкий крейсер «Тетис» и 6 миноносцев, с моря их прикрывали броненосцы «Эльзас» и «Брауншвейг», легкий крейсер «Бремен» и 13 миноносцев. Очень быстро тральщики были обнаружены экипажами русских самолётов, и уже около 5.00 к месту траления подошли канонерские лодки «Грозящий» и «Храбрый», а спустя ещё небольшое время подошли и русские эсминцы, которые открыли огонь по тральщикам. Примерно в 5.10 подорвался на мине и затонул немецкий тральщик «Т-52». В 5.38 на мине подорвался крейсер «Тетис», в 7.07 — миноносец «S-144» из группы поддержки, оба этих повреждённых корабля немцами были отправлены в Либаву под прикрытием двух миноносцев. После 7.00 на немецкие корабли совершила налёт группа русских аэропланов (попаданий в корабли не было). Около 8.00 броненосцы «Эльзас» и «Брауншвейг» по вызову тральщиков вступили в бой, и в 8.25 Трухачёв отдал приказ эсминцам отойти.
В 10.30 «Слава» прибыла к месту боя и вступила в артиллерийскую дуэль с немецкими броненосцами «Эльзас» и «Брауншвейг». Огонь вёлся обеими сторонами с больших дистанций через минные поля. Для увеличения дальности огня на «Славе» был создан искусственный крен путём затопления части отсеков по одному борту. Но первыми попадания в «Славу» добились немцы, после чего русский броненосец также отошёл из зоны огня.
К 11.15 германские тральщики завершили траление прохода во второй линии заграждений. Вице-адмирал Шмидт отдал приказ начать движение в Рижский залив, но тральщики попали на очередное минное поле, о котором германской разведке не было известно. В 13.32 подорвался на мине и быстро затонул тральщик «Т-58». После спасения его экипажа Шмидт приостановил операцию и приказал своим кораблям отходить.
С 10 по 15 августа минный заградитель «Амур» и ряд эсминцев поставили дополнительное минное поле (320 мин) в Ирбенском проливе (при этом «Амур» получил сильные повреждения от случайного взрыва своей только что поставленной мины). 15 августа на минах погиб другой русский минный заградитель «Ладога».
Руководство дальнейшей обороной Рижского залива было поручено командующему минной обороной Балтийского флота контр-адмиралу А. С. Максимову.
Утром 10 августа немцы предприняли рейды к русскому побережью двумя отрядами кораблей. Крейсера «Роон», «Принц Генрих», «Любек» и «Бремен» в сопровождении миноносцев скрытно подошли к полуострову Сворбе и в 3.30 обстреляли стоящие на якоре под берегом русские эсминцы и миноносцы Миной флотилии, которые снялись с якоря и ушли из-под огня. Из около 200 немецких снарядов было только 2 попадания в корму эсминца «Сибирский стрелок», но повреждения оказались  незначительными. Затем немцы перенесли огонь на берег, где пострадали самолетные ангары и сгорел 1 гидросамолёт. Находившиеся вблизи русская подводная лодка «Гепард» и английская «Е-1» атаковали немецкие корабли. Хотя все 3 торпеды прошли мимо, немцы прекратили огонь и ушли в море.
В этот же день отряд под флагом вице-адмирала Хиппера (линейный крейсер «Фон дер Танн», легкие крейсера «Кольберг», «Аугсбург», «Пиллау», эсминцы V-99 и V-100) в районе маяка Утэ на острове Эзель заметил русские крейсера «Рюрик», «Баян», «Адмирал Макаров» и «Богатырь», которые укрылись в шхерах. Немцы безрезультатно дали два залпа по замыкающему «Баяну» (по другим данным, это был крейсер «Громобой»), после чего начали обстрел маяка Утэ, выпустив 122 тяжелых снаряда. Ответным огнём русская береговая батарея добилась прямого попадания в линейный крейсер 152-мм снарядом. Также немцы обнаружили перископ русской подводной лодки. После этого Хиппер отдал приказ об отходе.
Все эти дни в германском руководстве продолжались споры о судьбе операции. Адмиралы Тирпиц, Шмидт и Бенке указывали на её бесперспективность и требовали прекращения, а Генрих Прусский и адмирал Гуго фон Поль настаивали на её продолжении. В итоге кайзер Вильгельм II встал на сторону последних, приказав продолжать прорыв в Рижский залив.
Были произведены перегруппировки: в «силах прорыва» вице-адмирала Шмидта устаревшие линкоры и крейсера заменили на более современные дредноуты «Позен» и «Нассау», добавлены новые малые крейсера «Грауденц» и «Пиллау».

### Вторая фаза операции
В 4.00 3 (16) августа германские тральщики повторили попытку прорваться через Ирбенский пролив, на этот раз через южный фарватер. В течение дня немцам удалось протралить Ирбенский пролив, хотя при этом в 11.45 подорвался на мине и затонул тральщик T-46. «Слава» была вынуждена отойти после боя с немецкими дредноутами «Нассау» и «Позен», впятеро превосходившими русский броненосец в огневой мощи и в дальнобойности орудия (115 кабельтовых против 80), участвовал в бою также и «Бремен». К 18.00 траление фарватера было завершено.
В ночь на 4 (17) августа германские эсминцы «V-99» и «V-100» проникли в Рижский залив, имея задачу торпедировать «Славу». Вечером они столкнулись с русскими эсминцами «Генерал Кондратенко» и «Охотник», в скоротечном бою с которыми ни одна из сторон не добилась попаданий. В 1.10 17 августа юго-восточнее Цереля немцев обнаружили эсминцы «Войсковой» и «Украйна», в скоротечном бою два немецких снаряда попали в «Войсковой», по докладам русских моряков, также два попадания наблюдались в немецкие эсминцы, затем стороны потеряли друг друга из виду. Уже при возвращении в 4.15 немецкие эсминцы были обнаружены русским эсминцем «Новик», вступившим в бой «один против двух», при этом четырьмя снарядами «V-99» был повреждён, при бегстве подорвался на двух минах, выбросился на берег и там был взорван экипажем. По русским данным, «V-100» тоже получил повреждение (всего в два эсминца были попадания 11 снарядов, «Новик» попаданий не имел).
Днём 4 (17) августа «Слава» снова вступила в бой с линкорами «Нассау» и «Позен», получила три попадания 280-мм снарядами. Были повреждены угольная яма и 4 помещения, кратковременно нарушено управление кораблем, два возникших очага пожара быстро ликвидированы командой, потерь в экипаже не было. Один снаряд разорвался у самого борта «Новика». После полудня Трухачев приказал отходить к островам (Моонзунда). Посланные русские подводные лодки немцев не обнаружили.
5 (18) августа немцы беспрепятственно завершили траление фарватеров.
6 (19) августа «силы прорыва» вице-адмирала Шмидта вошли в Рижский залив. Там их жертвами стали два небольших русских корабля: в 20.30 у острова Кюно (Кихну) русская канонерская лодка «Сивуч», возвращаясь в Вяйнамери с канонерской лодкой «Кореец» после постановки мин у Усть-Двинска, была обнаружена и вступила в бой с германским крейсером «Аугсбург» и 2 эсминцами. В результате 32-минутного боя «Сивуч» потерял ход и был добит подошедшими германскими линкорами «Позен» и «Нассау». Вторая канонерская лодка «Кореец», уходя от преследования, выбросилась на мель в Перновском заливе, и была взорвана экипажем.
В этот же день британская подлодка E-1 (командир Н. Лоренс) обнаружила отряд линейных кораблей адмирала Хиппера между островами Фаре и Эзель, торпедировала и повредила немецкий линейный крейсер «Мольтке», на котором разрушено и затоплено несколько отсеков, погибли 8 человек команды. Корабль сохранил ход, но Хиппер вынужден был отправить его в Данциг под прикрытием ещё двух линкоров.
В русскую противолодочную сеть попали крейсер «Бремен», миноносцы «V-50» и «S-34», потратившие остаток дня на выпутывание из неё.
В ночь на 7 (20) августа подорвался на минах и затонул немецкий эсминец «S-31».
Выполняя первоначальный план, 20 августа отряд немецких кораблей — крейсер «Грауденц» и эсминцы «V-28», «S-32», «V-108», «V-183» — подошёл к Пернову, где немцы затопили на входе 3 брандера. По утверждению русской стороны, у Пернова был отражен германский десант и взяты трофеи.
8 (21) августа германский флот покинул Рижский залив ввиду того, что понесённые потери оценивались германским командованием «как весьма чувствительные».

## Итоги операции
В ходе операции германский флот понёс следующие потери:
- подорвались на минах и затонули 2 эсминца, 3 тральщика и прорыватель заграждений (водоизмещением 3833 брт);
- получили повреждения линейные крейсера «Moltke» и «Von der Tann», два малых крейсера «Тетис» и «Аугсбург», два миноносца и тральщик.
- потери убитыми и ранеными составили 65 человек.

Потери русского флота:
- потоплены две канонерские лодки,
- повреждены линкор «Слава» и три эсминца;
- потери убитыми и ранеными, попавшими в плен составили около 150 человек.
- уничтожены несколько малотоннажных грузовых судов и потеряны 2 гидросамолёта;
- нанесен ущерб береговым объектам.

Цели операции германцами достигнуты не были. Русский флот сохранил за собой господство в Рижском заливе и продолжал оказывать эффективное содействие войскам 12-й армии на рижском направлении.
Обоими противниками достаточно широко применялась авиация, которая впервые на Балтийском театре военных действий решала не только разведывательные, но и задачи по поражению целей (ударные).